# 2011年8月臺灣
| << | 2011年8月 （民國100年） | >> |    |    |    |    |
| \| 日 \| 一 \| 二 \| 三 \| 四 \| 五 \| 六 \| \| \| 1 \| 2 \| 3 \| 4 \| 5 \| 6 \| \| 7 \| 8 \| 9 \| 10 \| 11 \| 12 \| 13 \| \| 14 \| 15 \| 16 \| 17 \| 18 \| 19 \| 20 \| \| 21 \| 22 \| 23 \| 24 \| 25 \| 26 \| 27 \| \| 28 \| 29 \| 30 \| 31 \| \| \| \| \| \| \| \| \| \| \| \| |                         |    |    |    |    |    |
| 臺灣新聞動態／維基新聞 |                         |    |    |    |    |    |
| 世界／中国大陆／臺灣 |                         |    |    |    |    |    |
| 日 | 一                      | 二 | 三 | 四 | 五 | 六 |
| | 1                       | 2  | 3  | 4  | 5  | 6  |
| 7 | 8                       | 9  | 10 | 11 | 12 | 13 |
| 14 | 15                      | 16 | 17 | 18 | 19 | 20 |
| 21 | 22                      | 23 | 24 | 25 | 26 | 27 |
| 28 | 29                      | 30 | 31 |    |    |    |
| |                         |    |    |    |    |    |

## 8月1日
- 台塑與相關南亞、台化、台塑化因受到六輕可能面臨停工的影響，導致其股價全面跌停，逾2000億元市值因而蒸散，台股大盤指數也受到影響。勞委會並表示絕不輕易地讓六輕復工。自由時報

## 8月3日
- 行政院海岸巡防署及教育部挑選大專學生前往東沙島進行實地探訪，親身經歷海域執法與觀察環礁生態實況。而外交部表示，台灣居民有權利在領海及島嶼進行活動，相當樂見與配合。中廣[] 聯合報[]

## 8月7日
- 環保署宣布「全國電子病歷及影像資訊網計劃」將於2011年11月上路，電子病歷將會先從100家醫院初步開始同步實施並逐步推廣，未來民眾只要拿健保卡簽署紙本同意書，醫師就可透過電腦調閱患者於各家醫院的檢查及病歷資料。MSN/中國時報[永久]

## 8月8日
- 受美國債信評等遭調降影響，台股繼5日重挫464點後，今日再跌300點，以7552點作收。中國時報[]

## 8月10日
- 新北市八里區的「臺北港特定區區段徵收開發案」，於內政部土地徵收審議委員會通過，並且預計將從8月下旬辦理公告徵收。中廣[]
- 台新金控總經理林克孝與二名臺灣原住民嚮導探查宜蘭南澳鄉泰雅族遷徙古道，行經束穗山山道途中，失足墜崖，當場身亡。遺骸於8月12日下午由救難人員發現，8月13日上午以直昇機搬運下山 聯合報２[]。

## 8月11日
- 旅美棒球選手王建民拿手的伸卡球發威，拿下復出後首次勝投。新浪/民視[]

## 8月17日
- 最高法院針對扁家偽證案作出判決，吳淑珍遭判刑9個月，陳幸妤判刑3個月緩刑2年，趙建銘、陳致中皆判3個月定讞。另陳敏薰則發回高等法院更審。中時電子報[]
- 由於陳致中因偽證案遭判刑3個月，依法將失去高雄市議員資格。蘋果日報[永久]

## 8月20日
- 八月份的紫外線數據達到十年來最嚴重程度。據環保署監測的全台十九個紫外線測站，超過5成比率的監測值曾達到危險級、超過8成比率的監測值達到過量等級。自由時報

## 8月22日
- 7月6日發生在南投縣信義鄉葡萄催芽劑中毒案案情出現逆轉，法醫研究所表示，原鑑定報告即查出死者嘔吐物含有葡萄催芽劑2-氯乙醇，但致死關鍵仍是肉毒桿菌。nownews

## 8月23日
- 前立委李慶安被控雙重國籍案，一審台北地方法院以詐欺罪判其2年，二審台灣高等法院則判其無罪定讞。中時電子報[]

## 8月25日
- 台灣網路郵購業者「大買家」，向Yahoo!奇摩網站購買「家樂福」關鍵字，引導至其網站，被行政院公平交易委員會認定違反公平交易法第24條，為「足以影響交易秩序之顯失公平」行為，除命其立即停止此違法行為，並處新台幣50萬元罰鍰。nownews（页面存档备份，存于）- （页面存档备份，存于）
- 教育部宣布北北基聯測不再續辦，將回歸全國基測。中時電子報

## 8月26日
- 臺北松山機場被爆料，招募志工當勞工使用，給予補貼低於勞工薪資，而且工作內容不符合志工精神，變相壓榨。自由時報
- 陳水扁等人涉及四大弊案中，台灣高等法院更一審宣判 ：國務機要費方面，陳水扁、吳淑珍等人因為因公支出大於收入、依大水庫理論皆判定沒有貪污（與馬英九特別費被判沒有貪污的理由相近），僅就偽造文書判扁、珍1年8個月，減刑為10 個月；南港案，吳淑珍被判9年，罰金2,000萬；洗錢部份，陳水扁被判2年，罰金300萬，吳淑珍被判1年，陳致中被判1年2個月，罰金450萬，黃睿靚被判1年緩刑4年，罰金400萬，並支付公庫1,000萬。泛綠一致認為，當初馬英九的特別費案被判決無罪，扁家國務機要費當然也該被判決沒有貪污才算公正，國務機要費不涉及貪污的判決是遲來的正義，希望法院能獨立公平運作；另外也有泛綠人士譴責泛藍的邏輯「『判馬英九無罪就叫公正、判陳水扁無罪就是阿扁總統在司法界埋了暗樁』這邏輯很奇怪，難道法院的審判必定要綠營有罪，藍營無罪才可？」；也有本土團體指出，特偵組及蔡守訓等司法人員以過於離譜的雙重標準檢視馬扁，應追究這些司法人員的刑事責任。中時電子報[]蘋果日報中央社美洲台灣日報BBC

## 8月27日
- 雲林縣斗六市市長補選，由國民黨謝淑亞當選。中時電子報[]
- 台大醫院與成大醫院發生重大醫療事故，誤將1名愛滋感染者器官用於器官移植，導致5名病患受害（受捐贈者:台大醫院4名、成大醫院1名），遭受感染機率高，其動手術之醫護人員亦有風險；為台灣首次發生因「器官移植」致病患「感染愛滋」事件，此於世界亦是罕見重大疏失。中央社

## 8月29日
- 由於器官捐贈前置作業須做「7類8項」的血液檢驗，為避免「台大醫院誤用愛滋器官事件」重演，衛生署要求器官勸募及移植醫院即日起須嚴格執行「電話覆誦」與「書面確認」2道把關程序。另「台大醫院移植愛滋器官」案，台大和成大醫院的內部檢討報告預計30日出爐。衛生署強調，當收到報告，再決定相關懲處方式。另成功大學醫院將對當時相關參與移植的26名醫護展開長期追蹤，由於「愛滋病毒」之「空窗期」的疑慮，此追蹤將持續1年。中央社-1中央社-2中央社-3中央社-4
- 對於移植愛滋病患器官這項重大醫療疏失，監委尹祚芊昨天已向監院申請自動調查，她並建議在健保卡加註愛滋病歷，以避免憾事發生。閱讀健保卡（電子病歷）需使用醫護人員卡，若真的有人外洩個資，很容易就可以究責，只要做好配套措施，兼顧病患隱私權及保障醫護人員權益，未必無法兩全。但許多愛滋病患指出，臺灣拒診愛滋病患情況仍太嚴重，而且愛滋黑數過多才是真正的漏洞。自由時報
- 中華民國急救加護醫學會理事長王宗倫說，臺灣與中國的醫療體系合作建構「海峽兩岸緊急醫療合作平台」，此「兩岸緊急醫療中心」預計設立於臺灣，將整合兩岸相關醫療資源，目前只待中國相關通訊部門審核通過，而未來只需撥通「國碼」加上「專線號碼 79595（請救我救我）」，既能尋求緊急醫療等協助。此計劃計最快10月上路。中央社
- 教育部表示，因應5歲幼兒全面免學費政策，原住民5歲幼兒無論是否在合作園所就讀，均可享有「免學費待遇」。中央社

## 8月31日
- 國科會國家型計畫經費支持的國內研究團隊，發現一個可預測肺癌復發率及存活率的「癌症基因拷貝數印記」；此印記也能預測標靶藥物的療效，有助對「EGFR突變型」病患提供更好醫療。目前自今年5月起開始執行3年的前瞻性臨床試驗。中央社
- 中央氣象局解除南瑪都颱風的海上陸上颱風警報，其侵襲台灣本島期間帶來龐大降雨，不僅在南台灣造成淹水與坍方，更在恆春半島造成嚴重水患。